# Юсеф, Хасан
Шейх Ха́сан Юсеф (араб. حسن يوسف‎; полное имя: Ха́сан Ю́сеф Дау́д Хали́ль араб. حسن يوسف داود خليل‎; род. 1955, Аль-Джания, Западный берег реки Иордан под контролем Иордании) — палестинский имам, соучредитель ХАМАСа, исламистской организации, действующей в основном в секторе Газа и на Западном берегу реки Иордан. В настоящее время он является одним из лидеров организации на Западном берегу.
Его считают членом экстремистской фракции ХАМАС, и он воздерживается от любых разговоров о сближении между израильтянами и палестинцами. Его также считают одним из духовных лидеров ХАМАСа. Юсефа неоднократно арестовывали, начиная с 1989 года. По данным Палестинского информационного центра, Юсеф провёл в израильских тюрьмах в общей сложности более 23 лет своей жизни.

## Биография
Хасан Юсеф родился в 1955 году в деревне Аль-Джания недалеко от Рамаллы (которая тогда находилась под властью Иордании). Его отец был имамом и муэдзином села. В юном возрасте он был отправлен отцом в Иерусалим для изучения шариата, а в 18 лет был назначен имамом в Рамалле. Позже его отправили в Иорданию для углубленного изучения ислама, и он вернулся в район Рамаллы. В 1977 году он женился, а в 1985 году переехал с семьей в Эль-Биру и стал имамом лагеря беженцев Аль-Амари.
В 1989 году он был впервые арестован и заключён в тюрьму. В 1992 году он был депортирован в Ливан вместе со многими лидерами террористических организаций после похищения и убийства Нисима Толедано. За прошедшие годы его арестовывали ещё много раз, в том числе во время двух интифад и после похищения трёх мальчиков. Во время Второй интифады он был представителем ХАМАС и считается одним из духовных лидеров организации. 
В 2004 году он заявил, что ХАМАС будет «готов к созданию палестинского государства в границах 1967 года с долгосрочным прекращением огня». Находясь в тюрьме в 2005 году, Юсеф был номинирован представителем ХАМАСа на выборы. Это было против воли Юсефа , поскольку тот не считал, что ХАМАС должен стать политической партией. Первоначально он не хотел давать согласие на выдвижение, но в конце концов, когда узнал, что его старшему сыну угрожали смертью — согласился. В 2006 году, находясь в тюрьме, он был избран в Законодательный совет Палестины от имени ХАМАС.
19 октября 2015 года во время очередных продолжающихся палестинских беспорядков, Армия обороны Израиля (ЦАХАЛ) совершила обыск в доме Юсефа в Бейтунии на Западном Берегу и арестовала его, обвинив в подстрекательстве к насилию. Он был освобождён 31 августа 2017 года. Несколько месяцев спустя, в декабре, он был снова арестован израильскими властями и содержался под стражей до октября 2018 года. 3 октября 2020 года его снова арестовали. 19 октября 2023 года он был снова арестован в рамках более широкого подавления Израилем ХАМАСа после вторжения ХАМАСа 7 октября.

## Семья
Хасан Юсеф женат на Саббе Абу Салеме. У них шесть сыновей и три дочери.

### Мусаб Хасан Юсеф
Старший сын, Мусаб Хасан Юсеф, работал под прикрытием в Шин Бет с 1997 по 2007 год, чтобы предотвращать нападения на израильских гражданских лиц, поскольку он считал это аморальным и пагубным для дела палестинцев. Отец отрёкся от него, но многие американцы и израильтяне считают его героем.
22 ноября 2023 года Мусаб Хасан Юсеф рассказал, что был свидетелем жестокости ХАМАСа в 1996 году, в то время, когда он провёл примерно полтора года в тюрьме Мегиддо. Он отметил, что: «Если ХАМАС не будет искоренен, мы установим модель и дадим свободу стольким радикальным группам по всему миру. И это всего лишь предупреждение… Если ХАМАС не потерпит поражение в секторе Газа, это вдохновит многие группы по всему миру. Они увидят, что несколько тысяч дикарей могут шантажировать международное сообщество, сверхдержавы и поставить демократии на колени».

### Сухейб Хасан Юсеф
2 июля 2019 года младший сын Хасана Сухейб Хасан Юсеф появился в интервью израильскому телевидению, раскритиковав ХАМАС и назвав его коррумпированной террористической организацией, что вызвало огромный гнев со стороны членов ХАМАСа, назвавших его предателем и пособником евреев, а СМИ, связанные с ХАМАСом, выдвинули версию, что он работал с Моссадом, что он назвал ложью.